# ابراهیما ساوانه
ابراهیما ساوانه (انگلیسی: Ibrahima Savane؛ زادهٔ ۱۰ سپتامبر ۱۹۹۳) بازیکن فوتبال اهل فرانسه است.